# 1050 Мета
1050 Мета (1050 Meta) — астероїд головного поясу, відкритий 14 вересня 1925 року.
Тіссеранів параметр щодо Юпітера — 3,347.